# Amt Hilsbach

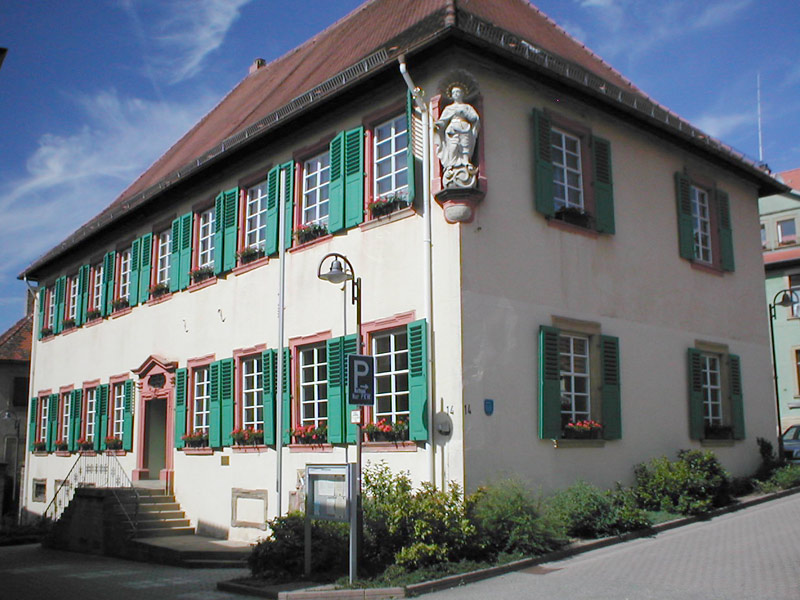
Amtskellereigebäude in Hilsbach

Das Amt Hilsbach war eine während der napoleonischen Zeit von 1807 bis 1813 bestehende Verwaltungseinheit im Norden des Großherzogtums Baden.

## Geschichte
Vor Inkrafttreten der Bestimmungen des Reichsdeputationshauptschlusses 1803 hatte das im Kraichgau gelegene Hilsbach zur Kurpfalz gehört und war Sitz einer Kellerei, die dem Oberamt Mosbach unterstellt war. Die Stadt gehörte anschließend zum Fürstentum Leiningen, bis es in Umsetzung der Rheinbundakte 1806 mediatisiert und in diesem Bereich der badischen Landeshoheit unterstellt wurde. Im Sommer 1807 entstand das standesherrliche Amt Hilsbach. Im Dezember desselben Jahres wurde der nördliche Teil als Amt Sinsheim abgespaltet, Hilsbach blieb zuständig für Elsenz, Reihen und Richen. Zugleich wurde es dem Oberamt Waibstadt unterstellt. Im Rahmen der Verwaltungsgliederung Badens zählte das Amt zunächst zur Provinz des Unterrheins oder der Badischen Pfalzgrafschaft, ab 1809 zum kurzlebigen Odenwälderkreis. Bei dessen Auflösung 1810 wurde es dem Pfinz- und Enzkreis zugeteilt, zugleich beschränkte es sich auf die Rechtsprechung in seinem Bereich. Für die allgemeine Verwaltung wurde das neu errichtete Amt Eppingen zuständig.
Nachdem die Patrimonialgerichtsbarkeit in Baden 1813 aufgehoben worden war, wurde das mittlerweile als Justizamt titulierte Amt Hilsbach aufgelöst und dem Bezirksamt Eppingen zugeschlagen.

## Spätere Entwicklung
Die Orte des Amtes Hilsbach wurden zu unterschiedlichen Zeitpunkten dem mittlerweile zum Bezirksamt aufgestuften Amt Sinsheim zugeteilt. Aus diesem entstand 1939 der Landkreis Sinsheim. Bei der Kreisreform 1973 kamen Hilsbach und Reihen (heute Stadtteile von Sinsheim) zum Rhein-Neckar-Kreis, Richen und Elsenz (heute Stadtteile von Eppingen) zum Landkreis Heilbronn.